# باتريك كوتيه (لاعب هوكي جليد)
باتريك كوتيه هو لاعب هوكي جليد كندي، ولد في 24 يناير 1975 في لاسال في كندا.

## وصلات خارجية
- باتريك كوتيه على موقع دوري الهوكي الوطني (الإنجليزية)
- باتريك كوتيه على موقع EliteProspects.com (الإنجليزية)
- باتريك كوتيه على موقع Eurohockey.com (الإنجليزية)
- باتريك كوتيه على موقع HockeyDB.com (الإنجليزية)
- باتريك كوتيه على موقع Hockey-Reference.com (الإنجليزية)